# Huaca Garagay
La huaca Garagay est une pyramide située dans le quartier de San Martín de Porres, au milieu de la zone urbaine de la capitale du Pérou, à 8 km au nord-ouest du centre historique de Lima.
Il a été construit dans la vallée du río Rímac, pendant la période dite « formative » des civilisations andines, il y a environ 3 500 ans. Ce site contient les vestiges d'un centre cérémoniel où se détachent des hauts-reliefs d'adobe de style Chavín, représentant vraisemblablement leurs divinités. L'édifice est composé de trois grandes structures en terrasses disposées en forme de U, qui est le style architectural typique de l'époque.

## Histoire
Le site a été construit dans la vallée du río Rímac, pendant la période dite « formative » des civilisations andines, il y a environ 3 500 ans. Ce site contient les vestiges d'un centre cérémoniel où se détachent des hauts-reliefs d'adobe de style Chavín, représentant vraisemblablement leurs divinités. L'édifice est composé de trois grandes structures en terrasses disposées en forme de U, qui est le style architectural typique de l'époque.
Il est situé dans une zone connue sous le nom de "Urbanización El Pacífico", près de l'intersection des avenues Angélica Gamarra et Universitaria, dans le quartier de San Martín de Porres, à 20 minutes du centre historique de Lima. Il se trouve sur le territoire d'une ancienne hacienda "Garagay Alto", appartenant toujours à la famille Valle, déclarée au Registre des biens immobiliers de Lima.

### AuXXesiècle
Ce site n'a vu le jour qu'en 1959, grâce aux informations de José Casafranca, inspecteur de la côte centrale pour le Conseil national d'archéologie. Cette entité a chargé Manuel Ontaneda et Aquiles Ralli d'y mener des fouilles. C'est au cours de celles-ci qu'ils ont découvert des reliefs polychromes liés à la culture Chavín. Comme il n'était alors pas possible de les protéger, ces découvertes ont été ré-enterrées, sans avoir été ni photographiées, ni dessinées au préalable. Ces vestiges ont été pillés peu après.
En 1974, l'Institut national de la culture (INC) a chargé les archéologues Rogger Ravines (es) et William H. Isbell de mener des travaux de délimitation et de conservation de la huaca. Ces recherches  ont mis au jour en 1975 de remarquables frises polychromes sur deux des pyramides, ainsi que des milliers d'objets en céramique et en textile.
Le principal être mythologique représenté dans ces frises en hauts-reliefs d'adobe multicolores est l'objet de diverses interprétations :
- Le péruvien Ravines et l'américain Isbell les interprètent comme étant un mollusque ou un crustacé, Ravines ayant même précisé qu'il s'agirait d'un homard.
- Selon d'autres chercheurs - Lucy Salazar et Richard L. Burger (en) - il s'agirait d'une araignée[2].
- Mais le grand spécialiste péruvien des civilisations précolombiennes, en particulier des cultures Chavín et Chachapoyas, Federico Kauffmann Doig considère pour sa part que c'est plus vraisemblablement le « félin volant », également représenté dans l'iconographie Chavín et Tiahuanaco-Huari[3].

Une autre controverses concerne l'ancienneté du site : 
- Les études initiales de Ravines et d'Isbell avaient déterminé que Garagay était plus ancien que Chavín de Huántar (construit et occupé approximativement entre les années 1500 et 300 avant J.-C.) et non l'inverse, comme on le croyait initialement, ces chercheurs ayant à ce propos émis la théorie que Garagay pourrait être l'une des sources du style dit Chavín.

Cependant, l'archéologue Peter Kaulicke considérant que la lecture non critique des datations avait causé une grande confusion, estime qu'il serait erroné d'attribuer à Garagay un âge antérieur à celui de Chavín, l'archéologue allemand trouve plus pertinente la datation ultérieure au radiocarbone, qui donne 780 av. J.-C..

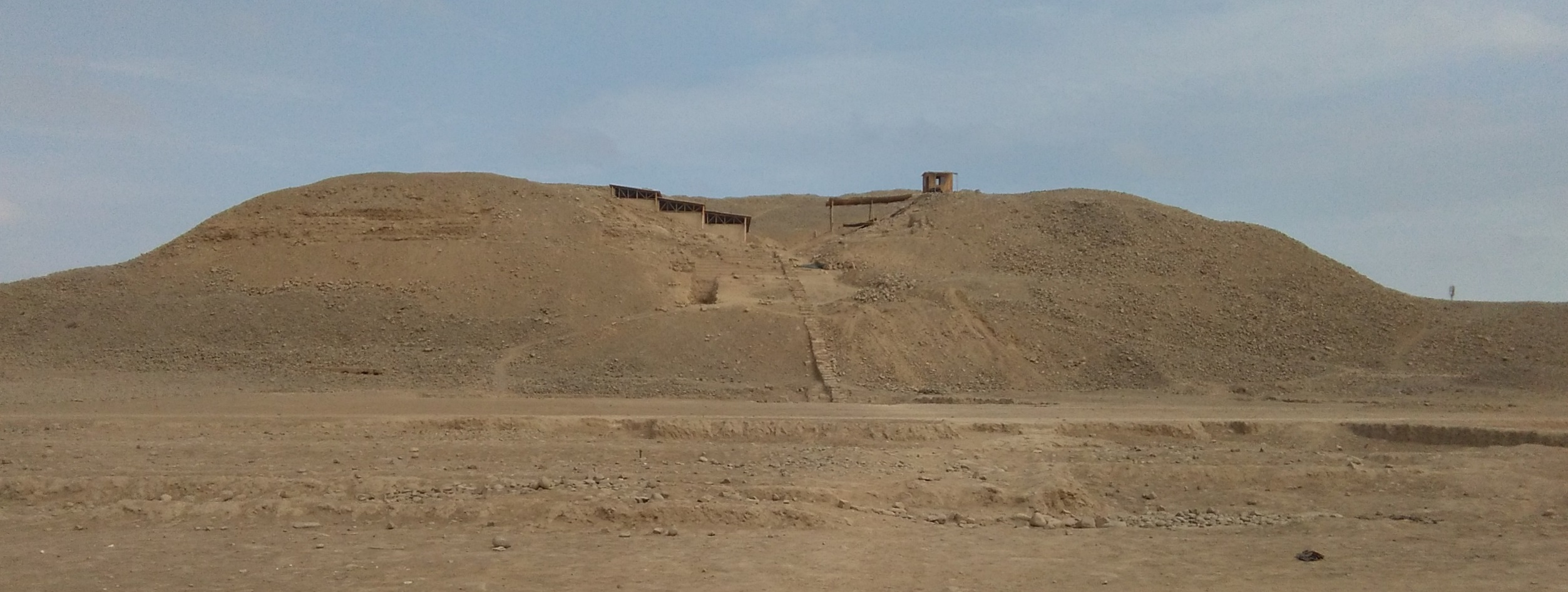
La pyramide principale.

L'état de conservation de Garagay est très délicat. Après que son étude et sa conservation aient commencé en 1975, il a été en constant abandon et affecté par le temps et l'action de l'homme pendant quatre décennies.
En 1961, lors de la construction d'une autoroute menant à l'aéroport international Jorge Chávez, une entreprise de construction a utilisé la huaca comme carrière, détruisant une partie de l'une des pyramides latérales. Puis, en 1963, une entreprise d'électricité a placé un pylône à haute tension au sommet de la pyramide principale de la huaca.
Au début des années 70, le site était utilisé comme carrière pour la fabrication de briques.
Malgré le fait qu'en 1974 l'archéologue Ravines ait mené des recherches archéologiques intensives, procédé à la délimitation d'une zone immatérielle et à la construction partielle d'une clôture périphérique, entre autres infrastructures, le site n'a pas été épargné par la vague d'invasion de terrains qui s'est produite à Lima au milieu des années 1980.
Dans les années 1980, le pylône a été dynamité trois fois par les terroristes du Sentier lumineux.
Bien qu'elle ait été protégée par une clôture, en 1985 la zone archéologique a été envahie et pillée et depuis lors, son état de conservation est délicat. Le 12 août 1985, la zone archéologique a été envahie par 850 familles, qui ont établi des maisons précaires qui avec le temps sont devenues des constructions permanentes malgré les tentatives d'expulsion gérées par l'INC. Ces envahisseurs ont même détruit certaines frises et en ont gravement endommagé d'autres, peut-être au motif qu'une fois les vestiges archéologiques disparus, ils pourraient s'installer tranquillement dans la région. Malgré les nombreux procès remportés par l'État péruvien, il a fallu de nombreuses années pour les expulser. Les fouilles, les études et leur conservation étaient alors prises en charge par l'Institut National de la Culture (INC), actuel Ministère de la Culture du Pérou.

### AuXXIesiècle

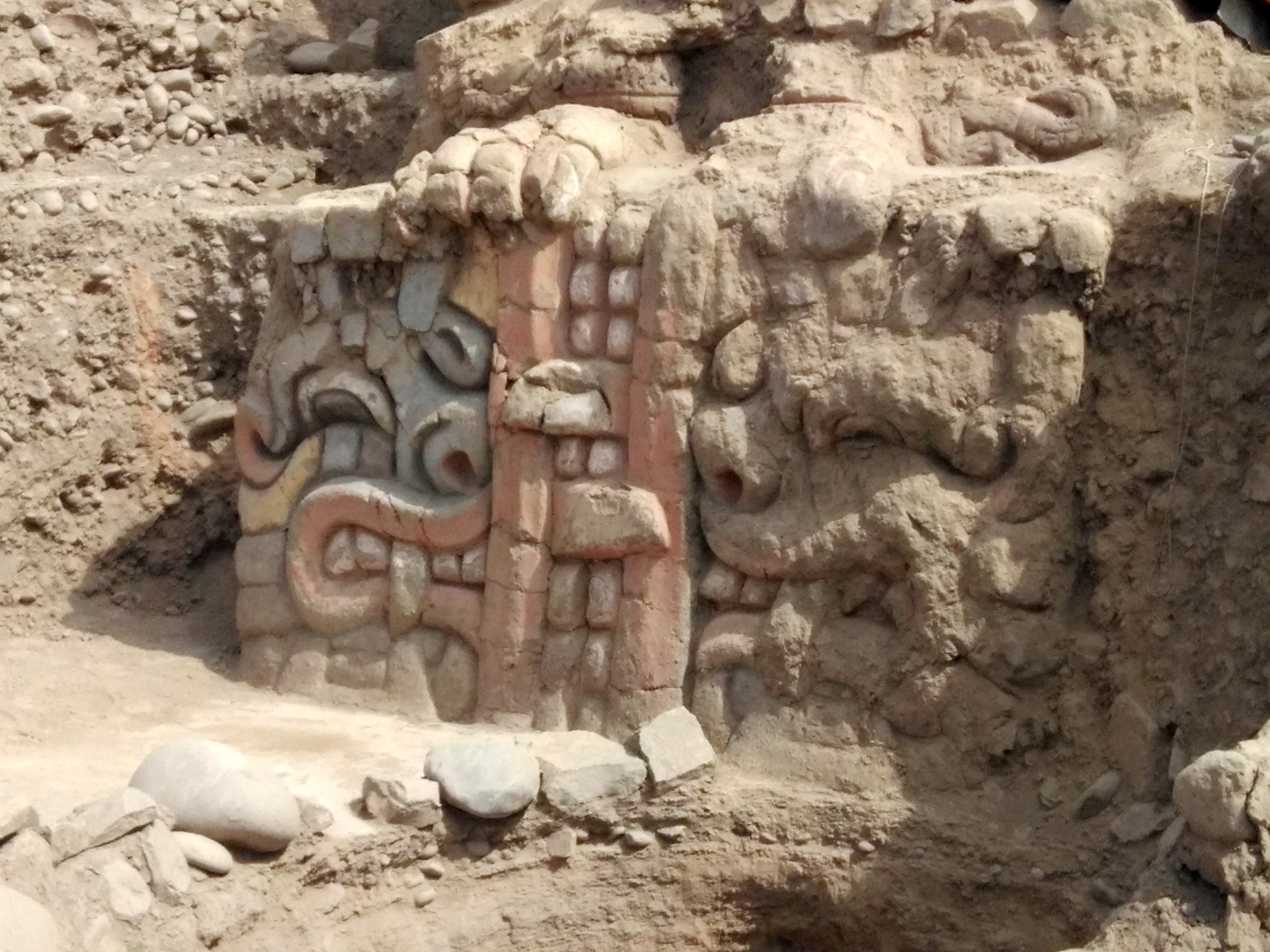
Les frises polychromes en haut relief sont la principale caractéristique de Garagay.

En 2014, le pylône à haute tension a été retiré de la huaca ainsi que la partie correspondante de la ligne électrique qui a été déplacé vers les avenues Angélica Gamarra et Universitaria.
Actuellement, le site est pris en charge par une équipe de spécialistes de la municipalité métropolitaine de Lima, dirigée par l'archéologue Héctor Walde, qui effectue des travaux de récupération, de préservation et de recherche, alors qu'il y a près de 40 ans qu'il a été étudié pour la dernière fois.
En janvier 2017, le relief d'un jaguar a été découvert dans l'atrium de la pyramide principale et en mai de la même année, la découverte d'un autre groupe notable de frises d'argile polychrome a été annoncée, représentant la divinité féline, dont l'une est en excellent état de conservation. Les travaux se poursuivent, en tenant compte du fait qu'il reste des zones non étudiés. Ces travaux font partie du plan de récupération du patrimoine culturel de la métropole de Lima, réalisé sous la direction du maire Luis Castañeda Lossio,.
Walde considère qu'en raison de ses caractéristiques, Garagay est destiné à être le site archéologique le plus important de Lima et l'un des centres importants de la haute civilisation qui a émergé en Amérique.

## Description
Les datations au radiocarbone situent le début de la construction de Garagay vers  et le sanctuaire serait resté en vigueur pendant plusieurs siècles, jusqu'en 600 av. J.-C. Il correspond à la période dite formative (Moyen Formatif et Formatif  Supérieur). Au cours de cette période, il a subi trois rénovations majeures, que les archéologues ont converties en trois phases d'étude:
- « Temple primitif », première construction sur le site,
- « Temple du milieu », objet d'un premier remodelage majeur,
- « Temple tardif », deuxième et dernière reconstruction importante.

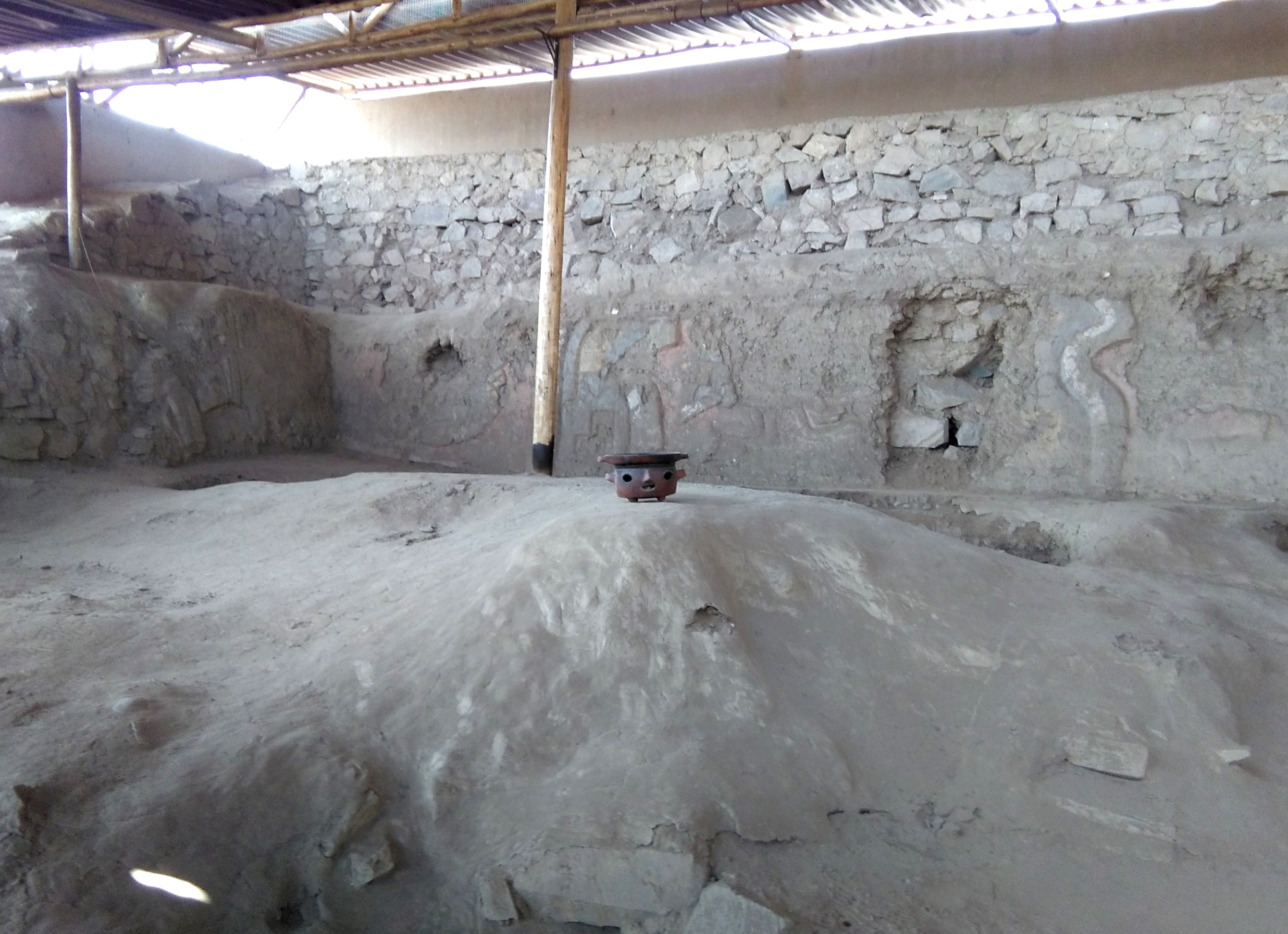
L'atrium de la pyramide principale

Garagay est composé de trois monticules principaux disposés en U autour d'une grande esplanade. Le U est ouvert vers le nord-est, une caractéristique architecturale de la côte centrale du Pérou pendant la période formatrice (deuxième millénaire avant l'ère chrétienne). Ces constructions sont similaires à la pyramide principale de Caral qui se trouve sur la côte Pacifique 140 km plus au nord. Ils sont construits en alternant des pierres et des boules d'adobe.
Garagay est un exemple des sociétés complexes qui ont surgi sur la côte centrale du Pérou pendant la formation andine, mais en particulier dans les vallées de Lima des fleuves Lurín, Rímac et Chillón, vers 1500 av. J.-C.. Ses représentations iconographiques de dieux aux traits félins effrayants reflètent la peur des sociétés agricoles des forces surnaturelles.
C'est l'époque où prévaut la tradition architecturale des temples en U, sans doute élevés sous la direction d'une caste sacerdotale, qui fonde son pouvoir sur la maîtrise des moyens de production. Ces temples se caractérisent par trois structures principales: une principale, une plus haute et une place centrale, où les gens se rencontraient. Garagay est précisément un exemple de cette tradition architecturale.

### Pyramide principale
Le monument le plus imposant ou pyramide principale se composait initialement de trois plates-formes superposées. La hauteur totale devait avoisiner 30 m.
- Le niveau inférieur nommé  « Temple primitif » est d'une étude difficile car il faudrait pour y accéder endommager les structures supérieures.
- Le niveau supérieur appelé « Temple tardif » a disparu en raison des ravages du temps et du vandalisme.
- Le niveau intermédiaire ou « Temple du milieu » est le plus intéressant. C'est dans l'atrium de ce niveau, accessible par un large escalier, que se trouve le célèbre panneau de frises polychromes, duquel se détachent deux représentations de symbolisme religieux évidentes :
  - Une tête anthropomorphe avec des crocs saillants, dans un cercle frangé appelé le "médaillon",
  - Un être zoomorphe avec un corps allongé et des membres humains qui a été interprété comme une araignée ou un crustacé.

Le style des dessins est similaire à celui de la culture Chavín. Les personnages sont réalisés en stuc et en haut relief, avec des espaces marqués par des lignes sculptées, les détails sont soulignés de gris-bleu, vert, rouge, rose, jaune, blanc et noir. La couleur rose a été utilisée comme arrière-plan sur tout le mur. Les frises ont été repeintes plusieurs fois, jusqu'à dix couches de peintures ont été détectées. Les pigments employés sont principalement d'origine minérale.

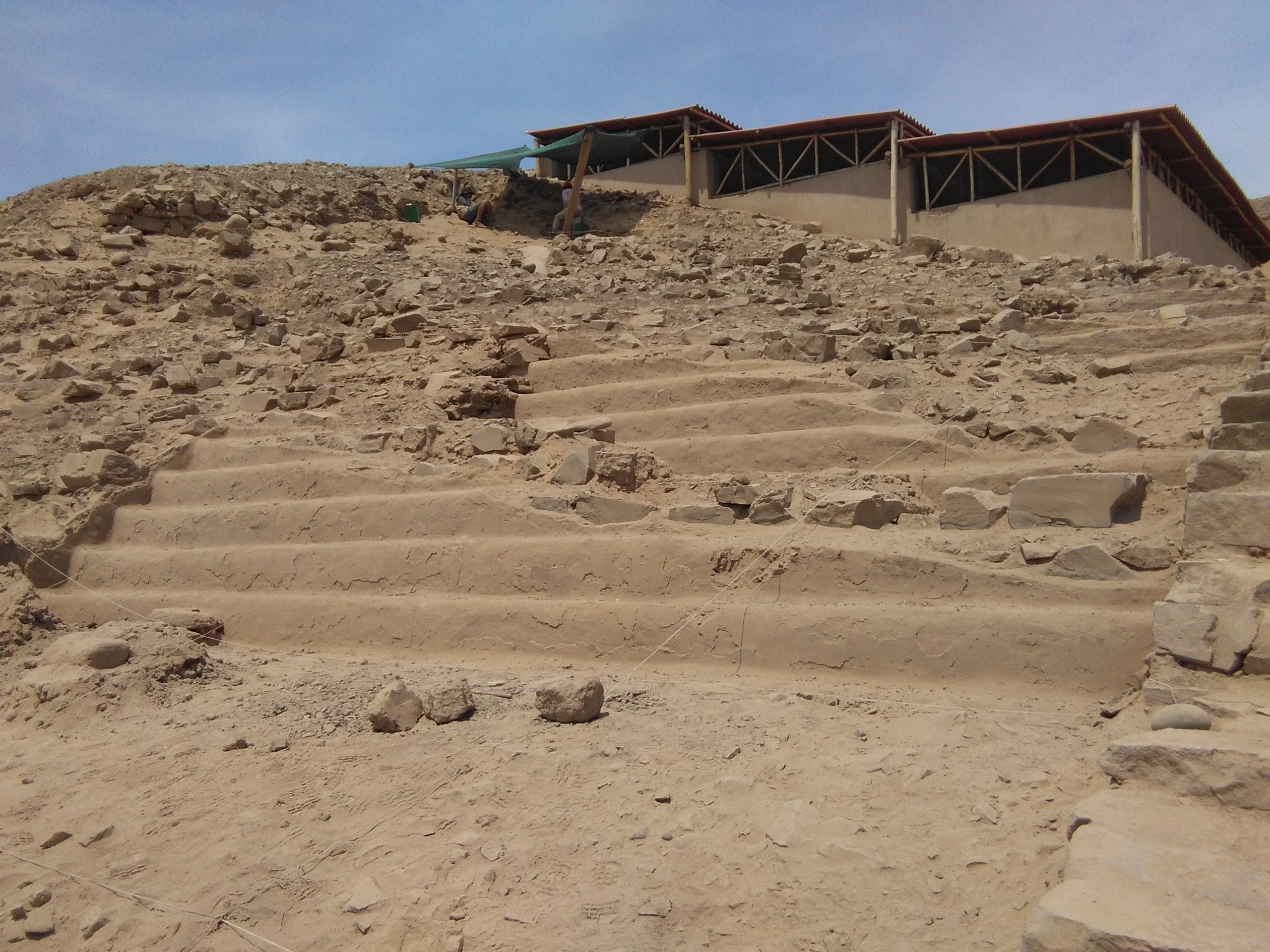
Le grand escalier.

### Structures latérales
Les deux autres monticules sont également des structures pyramidales de plus petite taille, qui composent les ailes latérales du U et sont nommés aile gauche et droite. Dans celle-ci, des frises polychromes ont également été retrouvées, l'une d'elles connue sous le nom de « frise des guerriers » montre des personnages vêtus de pagnes et armés de boucliers.

### Place centrale
L'esplanade, ou place principale, très étendue mesure 415 × 215 m, soit environ 9 ha. Ces grandes dimensions, ont soulevé des doutes quant à l'usage de cette grande surface. L'hypothèse d'une place utilisée pour réunir la population étant peu compatible avec le faible nombre d'habitants à l'époque, l'archéologue Carlos Williams (es) a émis la théorie comme quoi il s'agissait d'un champ de culture ou d'un marché.
Dans les travaux de 2017, un monolithe de près de quatre mètres de haut a été mis au jour. On présume que c'est une huanca ou pierre sacrée, typique de la culture andine, enterrée là depuis plusieurs siècles.